# Ali Azmat
Ali Azmat (urdu: علی عظمت) es un músico pakistaní nacido el 20 de abril de 1970 en Abbottabad (Pakistán). Ganó reconocimiento como cantante de la banda Junoon.